# Besoin, désir et demande (Lacan)
 (avril 2012).
Si vous disposez d'ouvrages ou d'articles de référence ou si vous connaissez des sites web de qualité traitant du thème abordé ici, merci de compléter l'article en donnant les références utiles à sa vérifiabilité et en les liant à la section « Notes et références ».
Lacan a introduit le triptyque de la quête de satisfaction : besoin, désir, demande, lors du séminaire IV, La relation d'objet.

## Évolution des concepts de désir, besoin et demande
- Lacan part d'un modèle freudien (voir plus bas).
- Mais il travaille cette pensée freudienne à l'aide d'apports philosophiques ignorés, ou inutilisés par Freud.
- Introduction : Séminaire IV (à vérifier).

### Besoin et désir chez Freud
Le besoin et le désir sont, tôt, différenciés par Sigmund Freud. Le modèle en est l'expérience de la satisfaction, ce moment est une étape historique de maturation de l'enfant, dont le chercheur en métapsychologie se voit contraint de faire l'hypothèse.

### Le triptyque
Lacan part de la même considération d'une expérience de satisfaction : l'enfant est dans le besoin, il a faim et il en souffre. Puis, sa mère satisfait ce besoin, le comble et l'enfant n'a plus faim, d'où la naissance du désir.
Mais la mère offre également à l'enfant un en plus de plaisir, par exemple, en le caressant ou en le rassurant de diverses manières, ce qui amène alors l'enfant à découvrir la demande, qui est une demande de cet "en plus" et dont les modalités sont essentiellement inconscientes : la demande aura une importance essentielle dans la cure psychanalytique.
La distinction entre besoin, désir et demande n'est pas la seule approche théorique lacaniène du manque : on trouve aussi au cœur de la pensée de Lacan la différenciation d'un manque symbolique - la castration -, d'un manque réel - la privation -, et d'un manque imaginaire - la frustration.

## Besoin
Le besoin regroupe les manques de nature biologique. Il s'agit de nécessités physiques, de besoins vitaux. Mais la psychologie a très vite su reconnaître que le besoin vital et le besoin physique ne correspondaient pas toujours ; ainsi, avec l'hospitalisme, il s'est avéré que la présence de l'autre est très souvent tout autant nécessaire à la vie que la nourriture.
La distinction du besoin, par opposition aux autres formes du manque, ne peut donc retenir toujours la qualité de vital comme élément départageant le besoin des autres forme du manque.

## Désir
- Pour Lacan, le désir est devenu un concept important, ce n'est pas une simple pulsion. Le désir est dans une relation plus étroite avec le manque que la pulsion.

- La différence avec les pulsions, c'est que le désir est "sous-tendu", non pas tant par plusieurs sources, mais par la chose, et pour cela, le désir court après un but impossible à atteindre. (Lacan)

- Tant que ce désir est en mouvement, le psychisme fonctionne. Tout au long de sa vie, l'individu cherche à retrouver le premier moment de jouissance, de non frustration. Dans le cas où une personne s'approcherait de trop près de cet ensemble de sensations de son enfance (cf. demande originaire), le sujet tombe alors dans un état de lourde mélancolie[réf. nécessaire].

- « Le désir du sujet est le désir de l'autre » [1], cet autre est "symbolique", précise Lacan et cela afin de se préserver des interprétations du désir en termes de "relation sociale".

- Il s'appuie aussi sur le philosophe Baruch Spinoza pour faire ressortir l'importance centrale du désir.

## Différence entre besoin et désir pour Lacan
Pour Lacan, le besoin et le désir doivent se voir sur deux niveaux. Le premier, le besoin, est un héritage animal de l'Homme, qui, comme tout animal, éprouve des nécessités biologiques, vitales. Au second niveau, le désir, est propre à l'espèce humaine, et ce désir va au-delà de la recherche du simple bien-être organique.

## Demande
Selon l'approche lacanienne, la demande se situe entre le besoin et le désir, entre la nécessité biologique du besoin et la "contingence" toute relative du désir.

### Demande originaire

#### Genèse de la demande originaire
- Dès sa naissance, le bébé est plongé dans un bain de signes du langage humain. Ces signes revêtent toutes les modalités sensorielles (Toucher, odeur, son…)et il restera de la "perception" de ces signes comme une trace en lui tout au long de sa vie.
- Il pleure pour la première fois parce qu’il a faim. C’est alors le pur cri du besoin.
- La mère interprète ce pleur comme "une demande" et elle lui donne le sein pour la première fois. Au début, le bébé ne fait qu’un avec l’autre. C'est un rapport fusionnel.
- Le bébé est pleinement satisfait dans son besoin.
- La mère retire le sein.
- Frustration du bébé. Celui-ci hallucine le sein.
- Durant cette première réponse, la mère a donné à la fois l’objet spécifique concret (le sein) et du symbolique : la relation d’amour de la mère, et elle a aussi signifié par ses gestes et attentions ses propres désirs.
- Le nourrisson est capable de différencier ces deux niveaux. Il va alors parfois demander seulement le niveau symbolique en pleurant.
- La mère l’interprète comme de la faim, et elle peut ne répondre qu’au premier niveau de la demande (la nourriture).
- Frustration du bébé
- Cette frustration crée un manque, un vide dans la demande.
- Celui-ci va croître à chaque demande non satisfaite pleinement.
- Le bébé va essayer d’atteindre le plaisir de la première fois. Cette recherche est l’énergie libidinale. Cette pulsion c’est ce qui va faire le lien entre le corps et l’esprit.
- L'enfant n'arrivera jamais à retrouver cette première trace (tout ce qui a affecté ses sens lors de la première tétée). C’est le stade oral.

### Demande chez l'adulte
Comme dans la demande originaire, la demande chez l'adulte a elle aussi toujours plusieurs strates. On a ce qui est dit explicitement et ce qui est dit implicitement. Lors d'une thérapie, le rôle du psychanalyste est d'abord de découvrir l'implicite de la demande du patient.

### Demande et psychothérapie
La demande est un facteur essentiel de toute psychothérapie ; l'idée la plus commune est que la demande est fortement présente dans la névrose, tandis que les autres pathologies "inquiètent" le processus thérapeutique dès cet aspect. Certains psychanalystes s'entendront donc alors à travailler avec la demande d'un tiers - ce qui est bien le cas avec la psychanalyse des enfants.
Il faut cependant distinguer entre la demande formelle et la demande inconsciente : un patient peut s'adresser à un psychothérapeute sans avoir de réelle demande, de même, un enfant peut être adressé à un psychanalyste par ses parents et rapidement développer une forte demande à l'adresse du psychanalyste.
On le voit, cette distinction entre trois manques, besoin désir et demande, répondait parfaitement à une question de l'ordre du transfert.